# Cenáculo

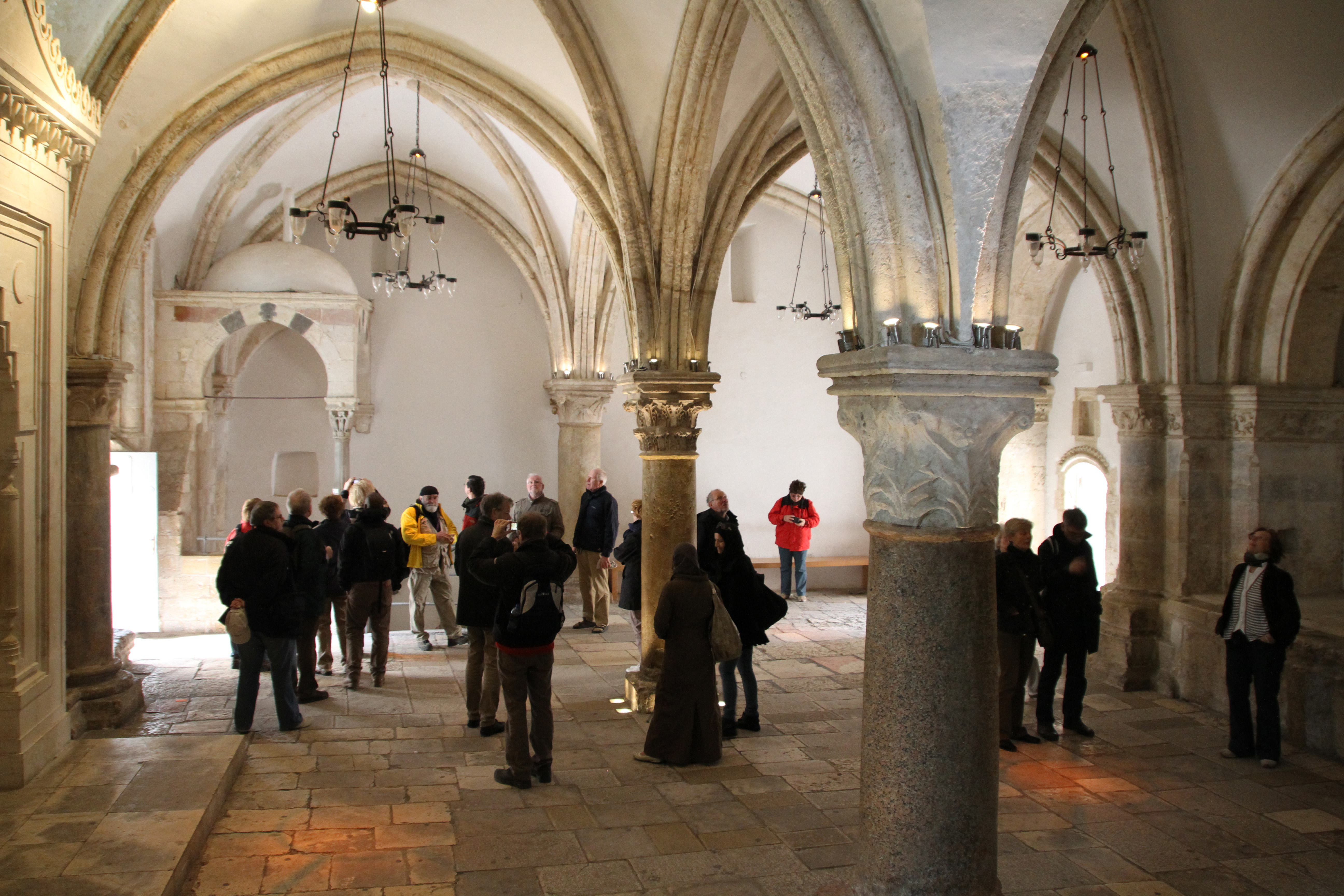
O Cenáculo no Monte Sião

O Cenáculo (do latim Cenaculum) é o termo usado para o sítio ou local onde ocorreu, de acordo com os cristãos, a Última Ceia e onde atualmente se encontra um grande templo. A palavra é um derivado da palavra latina cena, que significa "jantar".

## História do edifício
O Cenáculo reside no andar superior de um edifício no Monte Sião, em Jerusalém, o edifício está agora na Igreja da Dormição, atrás da casa franciscana. O atual quarto tem um estilo gótico particular de século XIV.
Segundo o arqueólogo Bargil Pixner, no decurso dos séculos diversos edifícios foram construídas sobre o cenáculo:
- O edifício original foi uma sinagoga provavelmente utilizada por judeus e cristãos. O edifício foi poupado durante a destruição de Jerusalém sob Tito (70), e três paredes originais ainda existem: o Norte, Leste e Sul.
- O imperador romano Teodósio I construiu uma igreja octogonal (o "Igreja de Teodósio" ou "Santa Igreja de Sião") ao lado da sinagoga (que foi chamada de "Igreja dos Apóstolos"). A construção da Igreja de Teodósio, provavelmente começou em 382, foi consagrada por João II, bispo de Jerusalém, em 394
- Alguns anos mais tarde, em 415, o bispo João II alarga a Santa Igreja de Sião, transformando-na em uma grande e retangular basílica com cinco naves, sempre ao lado da Igreja dos Apóstolos. Este edifício foi mais tarde destruído por invasores persas, em 614 e, pouco depois parcialmente reconstruída pelo patriarca Modesto.
- Em 1009, o edifício foi arrasado pelos muçulmanos sob o comando do califa fatímida Aláqueme Biamir Alá e pouco tempo depois reconstruído pelos Cruzados, sendo uma basílica com três naves e uma alusão a Santa Maria.  Este edifício, pela primeira vez incluiu e preservou os muros da antiga sinagoga judaico-cristã. No lado oeste da sinagoga. A basílica foi destruída em 1219 pelo sultão de Damasco.
- Monges Franciscanos cuidaram do Cenáculo, restaurando também o edifício com abóbadas góticas, de 1333 a 1552, quando os turcos capturaram Jerusalém e baniram todos os cristãos. Após isso, os frades franciscanos foram despejados, e o cenáculo foi transformado em uma mesquita, conforme evidenciado pela mirabe na direção de Meca e uma inscrição árabe proibindo orações públicas no local. Os cristãos não foram autorizados a voltar até o estabelecimento do Estado de Israel em 1948 e, mesmo assim, até a atualidade a realização de missas no local é proibida, apesar de ser o local em que, segundo a Bíblia, Jesus instituiu o sacramento da Eucaristia.

## Arquitetura
O Cenáculo é dividido por três pilares em três naves. Os pilares e os arcos, janelas e outros elementos arquitetônicos gótico, uma clara indicação da sala foi construída pelos cruzados no início do século XII, em cima de uma estrutura muito mais antiga. A estrutura mais velha, de acordo com a pesquisas arqueológicas, foi uma igreja-sinagoga das primeiras comunidades cristãs de Jerusalém.

## Imagens do cenáculo

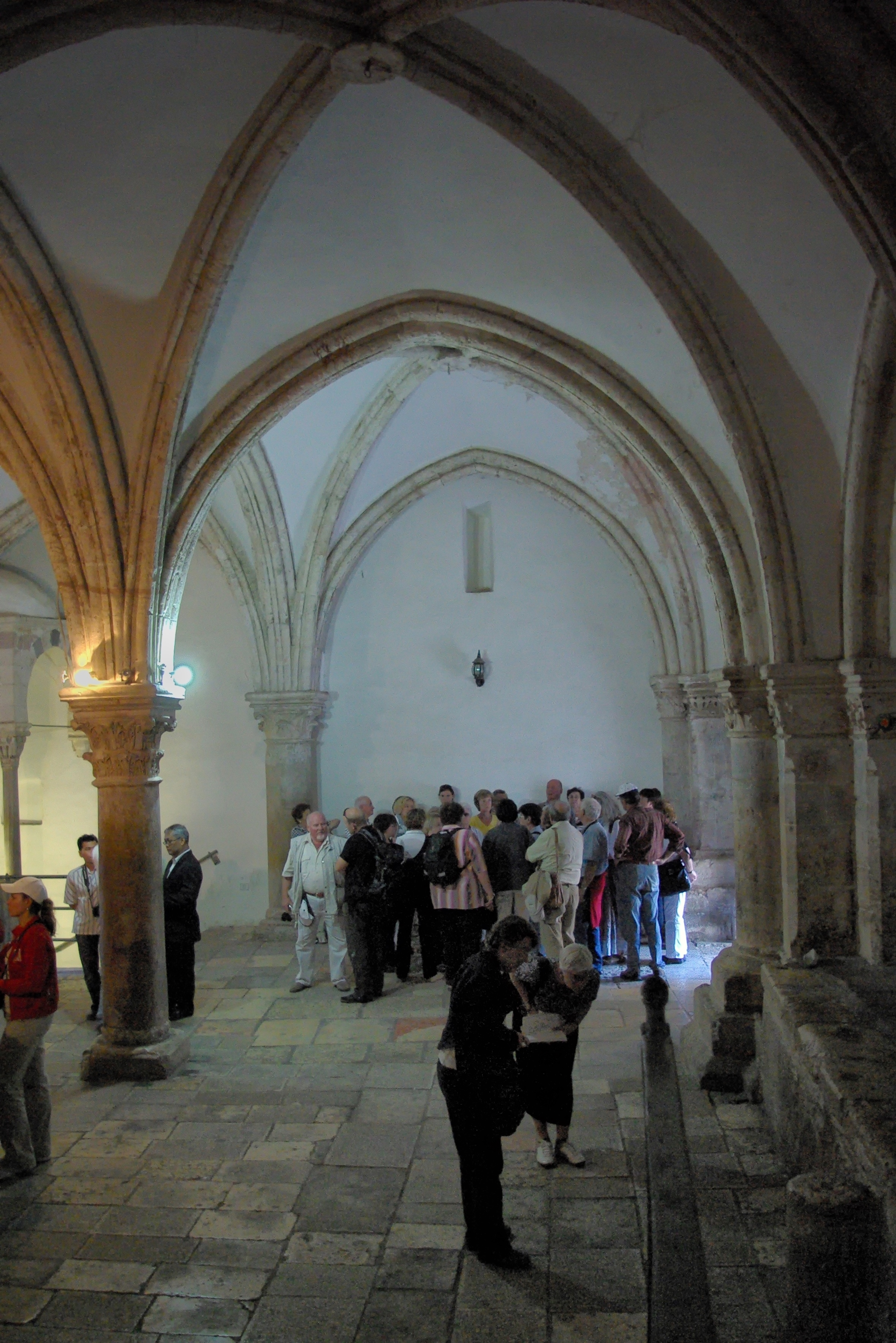
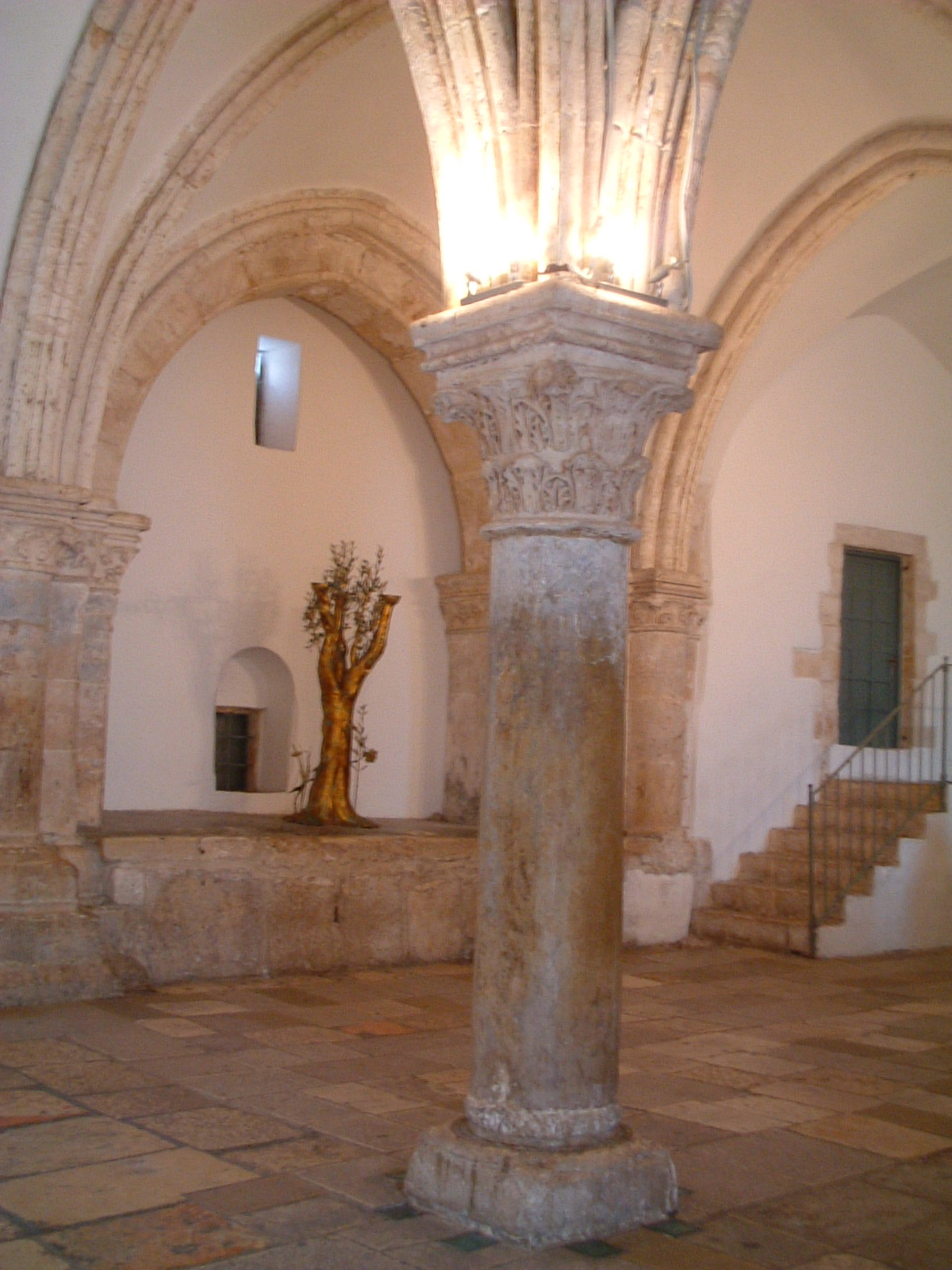